# São Simão (Goiás)
São Simão é um município brasileiro do estado de Goiás. Localiza-se a uma altitude de 523 metros, área de 415,39 km² e clima Subtropical. Segundo o último Censo 2022, sua população era de 17.020 habitantes.

## História
O município tem sua origem no antigo povoado de São Simão, iniciado em 1930, por garimpeiros de diamantes e pescadores. Localizado às margens do Rio Paranaíba, divisa de Goiás com Minas Gerais, o povoado passou a receber as primeiras moradias após a construção da ponte interligando os dois Estados, em 28 de outubro de 1935.
Com a instalação do primeiro posto fiscal no local, as residências foram se formando nas adjacências da repartição fazendária. São considerados como fundadores e pioneiros do povoado do Canal de São Simão, assim denominado após a instalação da Ponte Leopoldo Moreira, Alberto Reis Machado, Andiara Bitencourt e Antonio Santarem.
No dia 24 de junho de 1957, através da Lei Municipal n° 24, o povoado do Canal de São Simão foi elevado a distrito, com o nome de Mateira, ligado a Paranaiguara. Por força da Lei Estadual n° 2.108, de 14 de novembro de 1958, o distrito de Mateira foi elevado à categoria de município, com a denominação de São Simão, sendo seu distrito judiciário subordinado à Comarca de Paranaiguara. José Waldemar da Silva foi nomeado primeiro prefeito de São Simão.
No dia 3 de outubro de 1975 foram instalados, oficialmente, os poderes Executivo e Legislativo da nova sede do município de São Simão, sendo nomeado prefeito, nessa data, Salvador Jose Jacinto. Recentemente criou-se a Comarca de São Simão, antes sendo Distrito Judiciário da Comarca de Paranaiguara.
A cidade conta com uma invejável infra-estrutura que conta com um aeroporto, 04 pequenos portos em operação, um distrito Agro-Industrial contará com uma ZPE - Zona de Processamento e Exportação e um pátio da Ferrovia Norte - Sul.